# Jan Akkerman

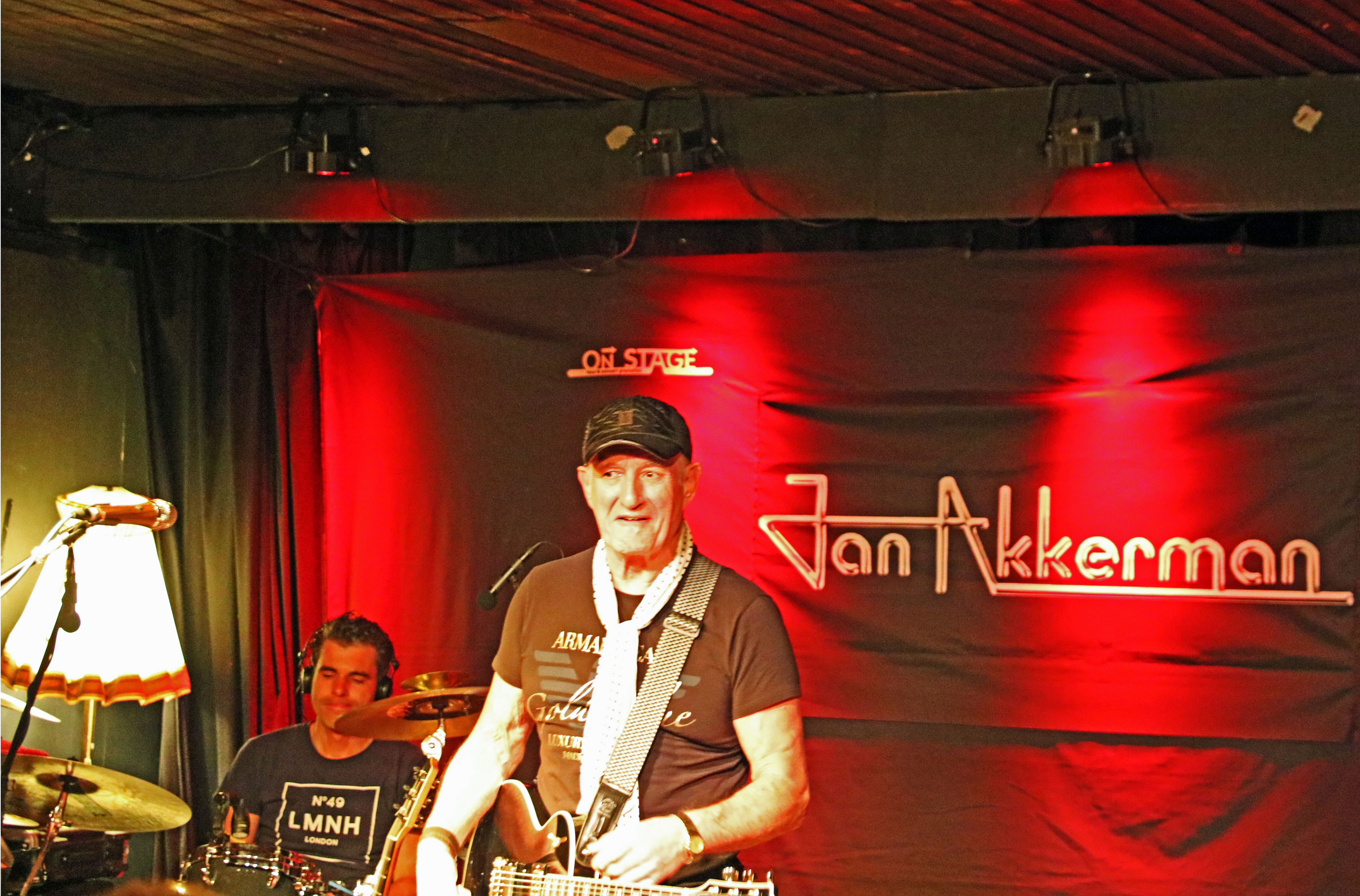
Jan Akkerman (2017)

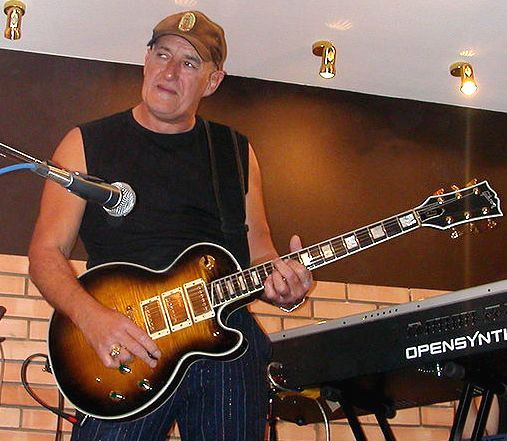
Jan Akkerman (2005)

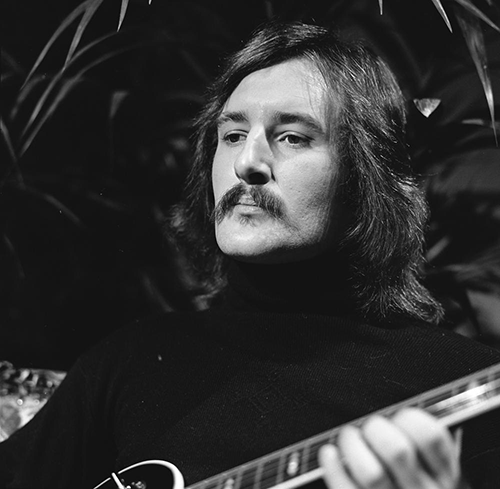
Jan Akkerman (1974)

Jan Akkerman (* 24. Dezember 1946 in Amsterdam) ist ein niederländischer Rock- und Jazz-Gitarrist.

## Leben
In den 1960er Jahren spielte er in mehreren Formationen (darunter Brainbox), bevor er sich 1970 der Gruppe Focus anschloss. Gemeinsam mit dem Keyboarder und Querflötenspieler Thijs van Leer und wechselnden Bassisten und Schlagzeugern nahm er in der ersten Hälfte der 1970er Jahre mehrere erfolgreiche Alben auf. 1971 gelangte die Single Hocus Pocus bis auf den 20. Platz der britischen und bis auf den 9. Platz der US-amerikanischen Charts. Zum Jahreswechsel 1972/73 erreichte die Single Sylvia den vierten Platz der britischen Charts.
Der niederländische Rock- und Blues-Sänger Herman Brood spielte für kurze Zeit (1975) mit Akkerman in der Flash & Dance Band.
Anfang 1976 verließ er Focus und begann eine Solokarriere. Auf seinen zahlreichen LPs bzw. CDs wandte er sich verschiedenen Musikrichtungen zu (u. a. altenglische Lautenmusik, lateinamerikanische Stücke für akustische Gitarre oder verschiedene Spielarten des Jazz) und arbeitete mit zahlreichen Musikern zusammen (darunter Kaz Lux, Claus Ogerman, Tom Barlage, Joachim Kühn oder Maggie MacNeal, zu deren Solo-LP Fools Together er ein Arrangement des Cream-Titels White Room beisteuerte). 1985 nahm Akkerman mit Thijs van Leer noch einmal ein Album mit dem Titel Focus auf. Dieses hatte jedoch ebenso wenig kommerziellen Erfolg wie seine späteren Solo-Projekte. Mehrere Jahre arbeitete er auch mit den Five Great Guitars (u. a. mit Jan Kuiper, Harry Sacksioni und Eric Vaarzon Morel) zusammen.

## Preise und Auszeichnungen
- 1973 wurde Akkerman von der britischen Zeitschrift Melody Maker zum weltbesten Gitarristen gewählt.

- 1978 erhielt er zusammen mit Maggie MacNeal den Gouden Notekraker

- 2004/05 erhielt Akkerman, der weiterhin im Studio und auf der Bühne aktiv ist, in Anerkennung seines Gesamtwerks von der niederländischen Stiftung Conamus die Gouden Harp.

- Am 11. April 2009 gewann Akkerman den vierten Eddy Christiani Award, weil er einen inspirierenden Beitrag zur Entwicklung der elektrischen Gitarrenmusik leistete.

- Am 28. Dezember 2012 wurde er anlässlich seines 50-jährigen Bühnenjubiläums zum  Ritter des Ordens von Oranien-Nassau ernannt.[1] Dieses Jubiläum feierte er mit zwei Konzerten. Eines im Melkweg in Amsterdam und das andere im Kulturzentrum De Oosterpoort in Groningen.

## Privates
Akkermans Tochter Laurie ist Sängerin und tritt manchmal mit ihrem Vater auf.

## Diskografie (Solo)
- Talent for Sale (1968)
- Profile (1972)
- Guitar for Sale (1973)
- Tabernakel (1973)
- Eli (1976), mit Kaz Lux
- Jan Akkerman (1977)
- Prism (1977), mit Tony Scott
- Aranjuez (1978), mit Claus Ogerman
- Live (1978)
- Jan Akkerman 3 (1979)
- A Phenomenon (1979)
- The Best of Jan Akkerman and Friends (1980)
- Transparental (1980), mit Kaz Lux
- Oil in the Family (1981), Neuveröffentlichung 1998
- Pleasure Point (1982), Neuveröffentlichungen 1986 und 1998
- It Could Happen to You (1982), Neuveröffentlichungen 1985 und 1988
- Can’t Stand Noise (1983), Neuveröffentlichungen 1986 und 1994
- From the Basement (1984), Neuveröffentlichung 1998
- The Complete Guitarist (1986), Neuveröffentlichung 1996
- Heartware (1987), Neuveröffentlichung 1998
- Heartware (1988), alternative Version
- A Talent’s Profile (1988), Neuveröffentlichung 1996
- The Noise of Art (1990)
- Guitar Special (1991)
- Puccini’s Café (1993)
- Blues Hearts (1994)
- The Guitar Player (1996)
- Focus in Time (1996), Veröffentlichung in Japan 1998
- 10.000 Clowns on a Rainy Day (1997)
- Live at the Priory (1998)
- Passion (1999)
- Live at Alexanders (1999)
- Live (2003)
- C. U. (2003)
- Live in Concert - The Hague 2007 (2008)
- Minor Details (2011)
- Close Beauty (2019)